# Parrocchie della diocesi di Trieste
Le parrocchie della diocesi di Trieste sono 60.

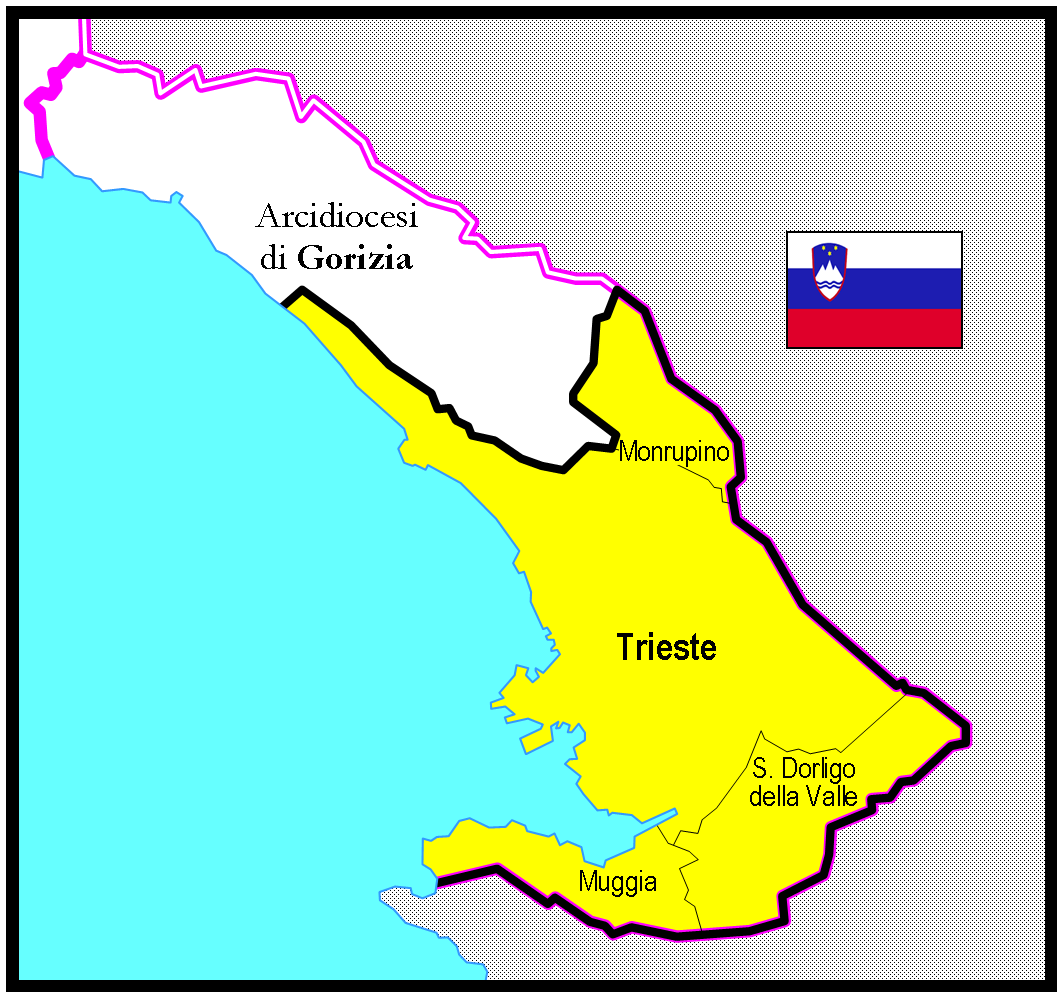
Il territorio della diocesi

## Eccezioni all'estensione della diocesi
A causa delle delimitazioni storiche, la diocesi talvolta non comprende del tutto un territorio comunale, lasciando alcune chiese alle diocesi limitrofe. I casi in proposito sono:
- Appartengono alla diocesi Borgo Grotta Gigante, Stazione Prosecco, Bristie, Devincina e Gabrovizza, frazioni di Sgonico, comune per il resto compreso nell'arcidiocesi di Gorizia
- Fanno parte della diocesi anche alcune vie ad Aurisina Santa Croce, frazione di Duino-Aurisina (arcidiocesi di Gorizia)

## Decanati
La diocesi è organizzata in otto decanati. 

### Decanato di San Giusto Martire
Il decanato comprende la parte più antica di Trieste. 
| Parrocchia                                 | Patrono                                    | Comune  | Frazione/Quartiere              | Popolazione | Web |
| ------------------------------------------ | ------------------------------------------ | ------- | ------------------------------- | ----------- | --- |
| Cattedrale                                 | San Giusto                                 | Trieste | centro                          | 3085        |     |
| Santa Maria Maggiore                       | Santa Maria Maggiore                       | Trieste | centro                          | 2823        |     |
| Beata Vergine del Soccorso                 | Beata Vergine del Soccorso                 | Trieste | centro                          | 3133        |     |
| Beata Vergine del Rosario                  | Beata Vergine del Rosario                  | Trieste | centro                          | 538         |     |
| Nostra Signora della Provvidenza e di Sion | Nostra Signora della Provvidenza e di Sion | Trieste | centro                          | 3935        |     |
| Santi Andrea e Rita                        | Santi Andrea e Rita                        | Trieste | centro-Sant'Andrea-Campo Marzio | 4630        |     |
| Madonna del Mare                           | Madonna del Mare                           | Trieste | centro-San Vito                 | 5126        |     |

### Decanato di Sant'Antonio Taumaturgo
Il decanato comprende il Borgo Teresiano e alcuni rioni suburbani di Trieste. 
| Parrocchia                | Patrono                   | Comune  | Frazione/Quartiere                         | Popolazione | Web |
| ------------------------- | ------------------------- | ------- | ------------------------------------------ | ----------- | --- |
| Sant'Antonio Taumaturgo   | Sant'Antonio Taumaturgo   | Trieste | centro                                     | 8592        |     |
| San Giovanni              | San Giovanni Decollato    | Trieste | San Giovanni                               | 8508        |     |
| Sottolongera              | Sant'Agostino             | Trieste | Sottolongera                               | 1951        |     |
| Immacolato Cuore di Maria | Immacolato Cuore di Maria | Trieste | centro-Pendice di Scorcola                 | 5833        |     |
| Santi Pietro e Paolo      | Santi Pietro e Paolo      | Trieste | centro                                     | 5981        |     |
| Sacro Cuore di Gesù       | Sacro Cuore di Gesù       | Trieste | centro                                     | 8906        |     |
| San Giuseppe              | San Giuseppe              | Trieste | centro, Ospedale di Cattinara e San Cilino | 6           |     |
| San Francesco             | San Francesco d'Assisi    | Trieste | centro                                     | 5800        |     |

### Decanato di Opicina
Il decanato comprende le parrocchie di alcuni frazioni del comune di Trieste e i comuni di Monrupino e di San Dorligo della Valle e alcune frazioni di Sgonico prive di autonomia parrocchiale. 
| Parrocchia                | Patrono                      | Comune                  | Frazione/Quartiere                          | Popolazione | Web |
| ------------------------- | ---------------------------- | ----------------------- | ------------------------------------------- | ----------- | --- |
| Opicina                   | San Bartolomeo               | Trieste                 | Opicina                                     | 4420        |     |
| Bagnoli della Rosandra    | San Giovanni Battista        | San Dorligo della Valle | Bagnoli della Rosandra                      | 1305        |     |
| Basovizza                 | Santa Maria Maddalena        | Trieste                 | Basovizza                                   | 1581        |     |
| Caresana                  | San Bartolomeo Apostolo      | San Dorligo della Valle | Caresana                                    | 380         |     |
| Cattinara                 | Santissima Trinità           | Trieste                 | Cattinara                                   | 2769        |     |
| Contovello                | San Girolamo                 | Trieste                 | Contovello                                  | 531         |     |
| Monrupino                 | Santa Maria Assunta          | Monrupino               | Zolla, Rupingrande e Fernetti               | 828         |     |
| Trebiciano                | Sant'Andrea Apostolo         | Trieste                 | Trebiciano                                  | 575         |     |
| Dolina                    | Sant'Ulderico                | San Dorligo della Valle | Dolina                                      | 1700        |     |
| Pesek                     | San Tommaso Apostolo         | San Dorligo della Valle | Pesek                                       | 228         |     |
| Prosecco                  | San Martino                  | Trieste e Sgonico       | Prosecco, Borgo Grotta Gigante e Gabrovizza | 1311        |     |
| Sant'Antonio in Bosco     | Sant'Antonio Abate           | San Dorligo della Valle | Sant'Antonio in Bosco                       | 583         |     |
| Santa Croce di Trieste    | Invenzione della Santa Croce | Trieste e Sgonico       | Santa Croce di Trieste e Bristie            | 1372        |     |
| San Giuseppe della Chiusa | San Giuseppe                 | San Dorligo della Valle | San Giuseppe della Chiusa                   | 1752        |     |

### Decanato di Roiano
Questo decanato comprende alcuni rioni suburbani di Trieste. 
| Parrocchia               | Patrono                    | Comune  | Frazione/Quartiere                       | Popolazione | Web |
| ------------------------ | -------------------------- | ------- | ---------------------------------------- | ----------- | --- |
| Roiano                   | Santi Ermacora e Fortunato | Trieste | Roiano                                   | 9792        |     |
| Barcola                  | San Bartolomeo Apostolo    | Trieste | Barcola                                  | 3581        |     |
| Borgo San Nazario        | San Nazario                | Trieste | Borgo San Nazario                        | 617         |     |
| Cologna                  | Maria Regina della Pace    | Trieste | Cologna in Monte                         | 1790        |     |
| Gretta                   | Santa Maria del Carmelo    | Trieste | Gretta                                   | 5187        |     |
| Grignano                 | Sante Eufemia e Tecla      | Trieste | Grignano                                 | 632         |     |
| Monte Grisa              | Maria Madre e Regina       | Trieste | Contovello-Monte Grisa                   | 617         |     |
| Santi Quirico e Giulitta | Santi Quirico e Giulitta   | Trieste | Santa Croce-Borgo SS. Quirico e Giulitta | 700         |     |
| Villa Carsia             | Maria Regina del Mondo     | Trieste | Opicina-Villa Carsia                     | 3653        |     |

### Decanato di San Giacomo
Il decanato comprende alcuni rioni nella parte meridionale di Trieste. 
| Parrocchia         | Patrono                       | Comune  | Frazione/Quartiere | Popolazione | Web |
| ------------------ | ----------------------------- | ------- | ------------------ | ----------- | --- |
| San Giacomo        | San Giacomo                   | Trieste | San Giacomo        | 12049       |     |
| Campanelle         | San Marco Evangelista         | Trieste | Campanelle         | 2637        |     |
| Chiarbola          | San Girolamo                  | Trieste | Chiarbola          | 6368        |     |
| San Giovanni Bosco | San Giovanni Bosco            | Trieste | Ponziana           | 9500        |     |
| Servola            | San Lorenzo diacono e martire | Trieste | Servola            | 7754        |     |

### Decanato di Muggia
Il decanato comprende le parrocchie del Comune di Muggia. 
| Parrocchia     | Patrono                | Comune | Frazione/Quartiere | Popolazione | Web |
| -------------- | ---------------------- | ------ | ------------------ | ----------- | --- |
| Muggia         | Santi Giovanni e Paolo | Muggia | centro             | 8713        |     |
| Aquilinia      | San Benedetto          | Muggia | Aquilinia          | 1837        |     |
| Muggia Vecchia | Santa Maria Assunta    | Muggia | Muggia Vecchia     | 1121        |     |
| Zindis         | San Matteo             | Muggia | Zindis e San Rocco | 1577        |     |

### Decanato di Gesù Divino Operaio
Il decanato comprende alcuni rioni suburbani nella parte meridionale di Trieste. 
| Parrocchia         | Patrono                   | Comune  | Frazione/Quartiere | Popolazione | Web |
| ------------------ | ------------------------- | ------- | ------------------ | ----------- | --- |
| Piano di Sant'Anna | Gesù Divino Operaio       | Trieste | Piano di Sant'Anna | 7917        |     |
| Altura             | Nostra Signora di Lourdes | Trieste | Altura             | 3339        |     |
| Borgo San Sergio   | San Sergio                | Trieste | Borgo San Sergio   | 6779        |     |
| Poggi Sant'Anna    | Santa Maria Maddalena     | Trieste | Poggi Sant'Anna    | 2800        |     |
| Valmaura           | Santa Maria Addolorata    | Trieste | Valmaura           | 7557        |     |

### Decanato di San Vincenzo de' Paoli
Il decanato comprende alcune parrocchie situate nella parte centro-sud di Trieste. 
| Parrocchia              | Patrono                    | Comune  | Frazione/Quartiere      | Popolazione | Web |
| ----------------------- | -------------------------- | ------- | ----------------------- | ----------- | --- |
| San Vincenzo de' Paoli  | San Vincenzo de' Paoli     | Trieste | centro                  | 14550       |     |
| Santa Teresa            | Santa Teresa               | Trieste | centro                  | 7425        |     |
| San Luigi               | San Luigi Gonzaga          | Trieste | San Luigi               | 3162        |     |
| B.V. delle Grazie       | Beata Vergine delle Grazie | Trieste | centro                  | 6911        |     |
| San Pio X               | San Pio X                  | Trieste | Rozzol                  | 6783        |     |
| San Pasquale            | San Pasquale Baylon        | Trieste | centro-Villa Revoltella | 1179        |     |
| Melara                  | San Luca                   | Trieste | Melara                  | 4033        |     |
| Santa Caterina da Siena | Santa Caterina da Siena    | Trieste | centro                  | 2920        |     |